# دهستان شیوند
دهستان شیوند، یکی از دهستان‌های بخش قارون شهرستان دزپارت در استان خوزستان ایران است. مرکز این دهستان، روستای نوشیوند است.

## جمعیت
بر پایه سرشماری عمومی نفوس و مسکن در سال ۱۳۹۵، جمعیت دهستان شیوند برابر با ۲٬۵۶۸ نفر بوده است.